# أجيجيا
أجيجيا هي قرية تقع في إقليم كونستانتا في رومانيا.

## السكان
حسب إحصائيات 2002 بلغ عدد سكان القرية 5,669 نسمة.

## أعلام
- كريستيان مانيا